# Polazna
Polazna (in russo Полазна?) è un insediamento della Russia europea nord-orientale (Territorio di Perm'); è il maggiore centro del distretto urbano Dobrjannskij.
Si trova sulle rive del bacino della Kama alla confluenza del fiume Polazna, a 45 km da Perm' e 25 km a sud di Dobrjanka.